# Central Nuclear Rancho Seco
La Central Nuclear Rancho Seco (Rancho Seco Nuclear Generating Station) fue una central nuclear situada en Clay Station, California. Actualmente desmantelada por el Sacramento Municipal Utility District.
Constaba de un reactor de agua a presión (PWR) de 913 MWe construido por Babcock and Wilcox.

## Historia
En 1966, Sacramento Municipal Utility District (SMUD) gestionó la compra de ocho kilómetros cuadrados en Clay Station para la construcción de una central nuclear.
La central entró en funcionanmiento el 17 de abril de 1975 y fue clausurada por votación popular el 7 de junio de 1989, habiendo funcionado (durante todo este tiempo) sólo al 39% de su capacidad.
En 1992 el suelo de la central fue convertido en un parque público contrastando con las torres aún en pie. 
Actualmente está gestionado por el Departamento de Recursos Hidráulicos de California

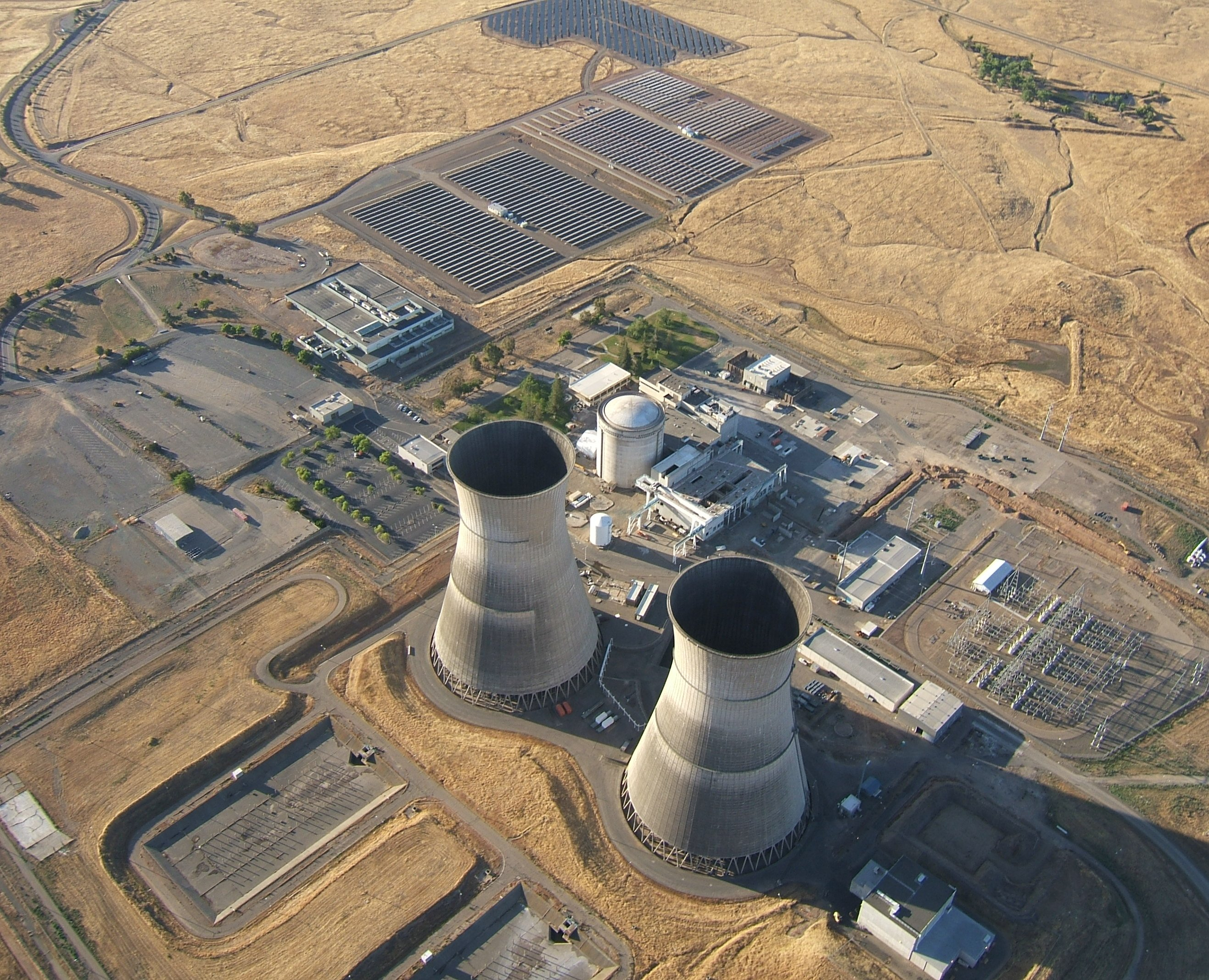
Plano aéreo de la central.
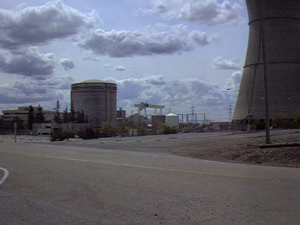
Sala del reactor PWR de Rancho Seco y una de las dos torres de refrigeración.

## Curiosidades
A principio de los años 1970 se transformó un pequeño estanque existente en la zona en un gran lago con la idea de que sirivera de suministro de emergencia a los bomberos en caso de incendio. No interviniendo para nada en la 
refrigeración de la central.